# Christian Coleman
Christian Coleman (Atlanta, Geòrgia, 6 de març de 1996) és un atleta nord-americà, dos cops subcampió mundial a Londres 2017 en els 100 metres llisos i 4x100 metres relleus, i campió mundial en els 100 metres llisos en el mundial de Doha 2019. Posseeix un record mundial en els 60 m llisos en pista coberta amb 6.34 segons.
Al Mundial de Londres 2017 va guanyar dues medalles de plata: en 100 metres -darrere de Justin Gatlin i per davant del jamaicà Usain Bolt - i en els 4x100 metres relleus, després dels britànics (or) i per davant dels japonesos (bronze), amb els seus tres companys d'equip: Mike Rodgers, Justin Gatlin i Jaylen Bacon.
El 18 de febrer de 2018 va batre el rècord del món en els 60 metres llisos amb una marca de 6.34 segons. El 3 de març del mateix any va aconseguir ser campió mundial en pista coberta a Birmingham, on va establir un nou rècord del campionat amb 6.37 segons, superant en 5 centenes l'anterior marca que pertany a Maurice Greene.
El mes de juny de 2019, Coleman va ser suspès durant dos anys de la competició, per ser reincident en incomplir el protocol antidopatge i no estar localitzable. Tot i que finalment se li va reduir la sanció a 18 mesos, no va arribar a temps per participar en els Jocs Olímpics de Tòquio de 2020.

## Marques personals
| Disciplina          | Marca    | Vent       | Seu              | Data             |
| ------------------- | -------- | ---------- | ---------------- | ---------------- |
| 60m llisos (indoor) | 6.34 WR  |            | Albuquerque, EUA | 18 febrer 2018   |
| 100m llisos         | 9.76     | +0,6 (m/s) | Doha, Qatar      | 28 setembre 2019 |
| 200m llisos         | 19.85    | -0,5 (m/s) | Kentucky, EUA    | 27 maig 2017     |
| 4x100m relleus      | 37.10 NR |            | Doha, Qatar      | 5 octubre 2019   |

## Trajectòria professional
| Any  | Competició                         | Seu                    | Posició | Disciplina | Marca |
| ---- | ---------------------------------- | ---------------------- | ------- | ---------- | ----- |
| 2015 | Jocs Panamericans juvenil          | Edmonton, Canadà       | 3r      | 100m       | 10.32 |
| 2016 | Jocs Olímpics                      | Rio Janeiro, Brasil    | 8è      | 4x100m     | DQ    |
| 2017 | Campionat del Món                  | Londres, Regne Unit    | 2n      | 100m       | 9.94  |
| 2017 | Campionat del Món                  | Londres, Regne Unit    | 2n      | 4x100m     | 37.52 |
| 2018 | Campionat del Món en pista coberta | Birmingham, Regne Unit | 1r      | 60m        | 6.37  |
| 2019 | Campionat del Món                  | Doha, Qatar            | 1r      | 100m       | 9.76  |
| 2019 | Campionat del Món                  | Doha, Qatar            | 1r      | 4x100m     | 37.10 |
| 2022 | Campionat del Món en pista coberta | Belgrad, Sèrbia        | 2n      | 60m        | 6.41  |
| 2022 | Campionat del Món                  | Oregon, EUA            | 6è      | 100m       | 10.01 |
| 2022 | Campionat del Món                  | Oregon, EUA            | 2n      | 4x100m     | 37.55 |